# Liste der Baudenkmäler in Aura im Sinngrund
Auf dieser Seite sind die Baudenkmäler in der unterfränkischen Gemeinde Aura im Sinngrund zusammengestellt. Diese Tabelle ist eine Teilliste der Liste der Baudenkmäler in Bayern. Grundlage ist die Bayerische Denkmalliste, die auf Basis des Bayerischen Denkmalschutzgesetzes vom 1. Oktober 1973 erstmals erstellt wurde und seither durch das Bayerische Landesamt für Denkmalpflege geführt wird. Die folgenden Angaben ersetzen nicht die rechtsverbindliche Auskunft der Denkmalschutzbehörde.
 Diese Liste gibt den Fortschreibungsstand vom 15. April 2020 wieder und enthält sieben Baudenkmäler.
In dieser Kartenansicht sind Baudenkmäler ohne Koordinaten mit einem roten bzw. orangen Marker dargestellt und können in der Karte gesetzt werden. Baudenkmäler ohne Bild sind mit einem blauen bzw. roten Marker gekennzeichnet, Baudenkmäler mit Bild mit einem grünen bzw. orangen Marker.

## Baudenkmäler nach Ortsteilen

### Aura im Sinngrund
| Lage                                                       | Objekt                                                    | Beschreibung | Akten-Nr.             | Bild           |
| ---------------------------------------------------------- | --------------------------------------------------------- | --- | --------------------- | -------------- |
| Hauptstraße 44 (Alte Gasse; Nähe Alte Gasse) (Standort)    | Ehemalige Pfarrkirche St. Erasmus, jetzt Friedhofskapelle | Erhaltener Rechteckchor mit Satteldach und verschiefertem Chorreiter mit Haubendach sowie angrenzenden Mauerresten der ehemaligen Sakristei, Putzmauerwerk mit Sandsteinrahmungen, gotisch, 14. Jahrhundert Freitreppenanlage, Reste einer mehrläufigen Treppe, Sandstein, barock, 18. Jahrhundert Friedhofskreuz, Inschriftsockel mit Kruzifix, Sandstein, bezeichnet „1855“ Einzelne Grabsteine und -kreuze, Stein und Gusseisen, 19. und 20. Jahrhundert | D-6-77-116-2 Wikidata | BW             |
| Attmannswinkel, auf dem Mittelsinner Berg nahe Wegkreuz () | Grenzstein                                                | Um 1700; nicht nachqualifiziert, im BayernViewer-denkmal nicht kartiert | D-6-77-159-7 Wikidata |                |
| Attmannswinkel, Burgsinner Berg (Standort)                 | Wegkreuz, sogenanntes Aurakreuz                           | Inschriftsockel mit Kruzifix, Sandstein, bezeichnet „1863“, Korpus erneuert | D-6-77-116-6 Wikidata | BW             |
| Hauptstraße 11 (Standort)                                  | Ehemaliges Amtshaus                                       | Langgestreckter zweigeschossiger Walmdachbau mit verkröpften Eckpilastern sowie Rustikaportal mit Wappen des Würzburger Fürstbischofs Johann Philipp II. von Greifenklau, barock, frühes 18. Jahrhundert | D-6-77-116-3 Wikidata | BW             |
| Hauptstraße 17 (Standort)                                  | Heiligenfigur                                             | Heilige Familie, (bemalte Gipsfiguren) in verglastem Holzgehäuse über Sandsteinkonsole, neugotisch, bezeichnet „1900“ | D-6-77-116-4 Wikidata | BW             |
| Lehmgruben, Staatsstraße (Standort)                        | Bildstock                                                 | Inschriftsockel mit ädikulaförmigem Nischenaufsatz, Sandstein, bezeichnet „1875“ | D-6-77-116-5 Wikidata | BW             |
| Nähe Hauptstraße (Standort)                                | Katholische Kuratiekirche Sieben Schmerzen Mariens        | Saalkirche mit eingezogener Rundapsis und Vorhalle, Walmdach mit verschiefertem Hauben-Dachreiter, Putzmauerwerk mit Rustikagliederungen, Heimatstil, 1920; mit Ausstattung | D-6-77-116-1 Wikidata | weitere Bilder |